# Pyrgos (Elis)
Pyrgos (græsk: Πύργος, (betyder tårn) er en by i det nordvestlige Peloponnes, Grækenland, hovedstad i den regionale enhed Elis og sæde for Pyrgos kommune. Byen ligger midt på en slette,4 km fra Det Joniske Hav. Floden Alfeios løber ud i havet omkring 7 km syd for Pyrgos. Pyrgos ligger 16 km vest for Olympia, 16 km sydøst for Amaliada, 70 km sydvest for Patras og 85 km vest for Tripoli.

## Kommunen
Kommunen Pyrgos blev dannet under kommunalreformen i 2011 ved sammenlægning af følgende 4 tidligere kommuner, der blev til kommunale enheder: 
- Iardanos
- Oleni
- Pyrgos
- Volakas

Kommunen har et areal på 456.6 km2, og byen 170,8 km2.